# راضي الطباطبائي
السيّد راضي سعيد الطباطبائي (1910 - 15 فبراير 1979) فقيه مسلم وشاعر وكاتب عراقي في القرن 20 م/ 14 هـ. ولد في الكوت بمحافظة واسط ونشأ بها ودرس على والده. ينتمي إلى أسرة هاشمية حسنية شيعة اثنا عشرية. ترك المدرسة الابتدائية ليلتحق بالدراسة التقليدية ثم انتقل إلى النجف فتلمذ على حبيب المهاجر العاملي وموسى العصامي وبدر الدين العاملي وهادي الأسدي وإسماعيل الخطيب فأجيز بالعلوم شرعية، واستكمل دراسته الدينية بالفلسفة والمنطق وكتب الشعر فنشره في مجلات الأدبية النجفية، جمعه هادي جبار وطبعه سنة 1980 في بغداد تحت عنوان ديوان السيد راضي الطباطبائي. له عدة مؤلفات منها الكوت في التاريخ ورسالة في المنطق ورياض الأدباء. توفي في مسقط رأسه ودفن بها. 

## نسبه
هو راضي بن سعيد بن عبد الحميد بن محمد بن سعيد بن علي بن ناصر بن أحمد بن ناصر بن أحمد بن حمزة شرف الدين بن الحسن فخر الدين بن علي عماد الدين بن الحسين قوام الدين بن علي بن الحسن بن علي بن محمود بن محمد بن مسلم بن القاسم بن إسماعيل بن أحمد الناصر لدين الله بن يحيى بن الحسين بن القاسم بن إبراهيم بن إسماعيل بن إبراهيم بن الحسن المثنى بن حسن بن علي بن أبي طالب.

## سيرته
ولد راضي بن سعيد بن عبد الحميد بن محمد بن سعيد الطباطبائي الحسني الكوتي ولد في الكوت سنة 1910م / 1310 هـ ونشأ بها واعتمد على نفسه في تحصيل العلوم فقد ترك المدرسة الابتدائية قبل أن يكملها وكان يتردد على مجالس العلماء منهم حبيب المهاجر العالمي وهادي الأسدي وإسماعيل خطيب فأفاد كثيراً من علومهم وأدبهم. اشتغل بزازاً لكسب رزقه ثم تاجراً للأطعمة فتيسرت أحواله وأصبح من وجوه مدينة الكوت المعروفين حيث ساهم كثيراً في المشاريع الخيرية.

توفي في مسقط رأسه في 15 فبراير 1979/ 18 ربيع الأول 1399 أثر مرض عضال دام ثمانية أشهر.

## آثاره
- الكوت في التاريخ
- رسالة في المنطق
- رياض الأدباء
- ديوان شعره